# 江口公典
江口 公典（えぐち きみのり、1953年12月20日 - ）は、日本の法学者。専攻は経済法。上智大学法学部教授・慶應義塾大学大学院法務研究科教授等を経て、慶應義塾大学名誉教授。

## 人物・経歴
1972年福岡県立三池高等学校卒業。1976年九州大学法学部法学科卒業。1978年九州大学大学院法学研究科社会法学専攻修士課程修了。1980年九州大学大学院法学研究科博士課程中退、岡山大学法学部助手、慶應義塾大学産業研究所訪問研究員。1984年岡山大学法学部助教授。1987年ミュンヘン大学客員研究員。1991年岡山大学法学部教授。1993年九州大学法学部非常勤講師。1994年上智大学法学部教授。2000年早稲田大学法学部非常勤講師、トリーア大学法学部非常勤講師。2004年慶應義塾大学大学院法務研究科教授。2019年慶應義塾大学名誉教授。この間、文部科学省大学設置・学校法人審議会大学設置分科会専門委員会委員なども務めた。

## 著書
- 『企業結合と法』（實方謙二, 奥島孝康, 本間重紀と共著）三省堂 1991年
- 『経済法』（金井貴嗣，山部俊文，土田和博と共著）有斐閣 1999年
- 『経済法研究序説』有斐閣 2000年